# Karlsson de les teulades
Karlsson de les teulades (títol original: Karlsson på taket) és una pel·lícula d'animació sueca dirigida per Vibeke Idsøe, estrenada al cinema l'any 2002. Es basa en la trilogia literària d'Astrid Lindgren amb el personatge de Karlsson. Ha estat doblada al català.

## Argument
Un home guapo, savi i bastant gras en la seva millor època - aquest és Karlsson a les teulades. I no és molt tímid. El cartell de la porta diu "El millor Karlsson del món". Un dia que va volar va llançar la finestra a l'habitació de Little Brothers

## Repartiment (veu)
- Börje Ahlstedt: Karlsson
- William Svedberg: Svante « Lillebror » Svantesson
- Pernilla August: Mamma
- Allan Svensson: Pappa
- Margaretha Krook: Fröken Bock
- Nils Eklund: Farbror Julius
- Remou Brännström: Rulle
- Magnus Härenstam: Filla
- Leo Magnusson: Treballa
- Ellen Ekdahl: Bettan
- Greta Rechlin: Gunilla
- Jonatan Skifs: Krister
- Steve Kratz: Brandman
- Maria Rydberg: Lärarinna
- Per Sandborgh: Nyhetsuppläsaren
- Maria Bolme, Pernilla Skifs, Barbro Svensson: Vänner